# Козлятниковые
Козля́тниковые (лат. Galegeae) — триба цветковых растений подсемейства Мотыльковые семейства Бобовые.

## Описание
Жизненная форма: травы или кустарники. Листья непарноперистосложные, реже перисто-сложные или парноперистосложные, иногда листья превращены в чешуйки. Листья покрыты простыми или железистыми волосками. Прилистники часто сросшиеся. Цветки, чаще всего, собраны в соцветие кисть или головка. Чашечка цветка — трубчатая или колокольчатая, венчик — мотыльковый. Андроцей состоит из 10 тычинок, 9 из которых объединены. Семена почковидные, округлые или продолговатые, содержат непротеиногенную аминокислоту канаванин.

## Кариотип
В дилоидном наборе у представителей трибы может быть 16 (Astragalus glycyphyllos, Oxytropis triphylla), 24 (Oxytropis varlakovii), 32 (Astragalus microcephalus, Astragalus denudatus, Astragalus dschuparensis, Astragalus hirticalyx и Oxytropis popoviana), 36 (Oxytropis sulphurea), 44 (Astragalus hamosus) или 48 (Astragalus brachycalyx и Astragalus compactus) хромосом.

## Классификация
В состав трибы включают 22 рода в трёх подтрибах:
Подтриба Astragalinae
- Astragalus L. — Астрагал
- Biserrula L.
- Carmichaelia R.Br. — Кармихелия
- Chesneya Lindl. ex Endl. — Чезнейя
- Clianthus Sol. ex Lindl. — Клиантус
- Colutea L. — Пузырник
- Eremosparton Fisch. & C.A.Mey. — Эремоспартон
- Erophaca Boiss.
- Gueldenstaedtia Fisch. — Гюльденштедтия
- Lessertia DC. — Лессертия
- Oreophysa (Bunge ex Boiss.) Bornm.
- Oxytropis DC. — Остролодочник
- Phyllolobium Fisch. ex Spreng.
- Podlechiella Maassoumi & Kaz.Osaloo
- Smirnowia Bunge — Смирновия
- Sphaerophysa DC. — Сферофиза
- Spongiocarpella Yakovlev & N.Ulziykh.
- Streblorrhiza Endl. — Стреблориза
- Swainsona Salisb. — Свайнсона
- Tibetia (Ali) H.P.Tsui

Подтриба Galeginae
- Galega L. typus [7] — Козлятник

Подтриба Glycyrrhizinae
- Glycyrrhiza L. — Солодка

На основании молекулярно-генетических реконструкций предполагают, что триба Galegeae появиласть в палеогене. Предковой группой были, вероятно, представители трибы Millettieae.

## Распространение
Триба широко распространена на всех континентах, кроме Антарктиды. Крупными центрами видового разнообразия являются Средняя Азия, Китай и Гималаи. В Северной Америке отмечают высокое разнообразие родов Astragalus и Oxytropis. Род Carmichaelia встречается только в новой Зеландии.

## Хозяйственное значение
Представители родов Clianthus, Swainsona и Colutea культивируются как декоративные. Экстракты корня солодки голой обладают антимикробным, противовоспалительным и спазмолитическим действием. Козлятник восточный выращивается как ценная кормовая культура. Козлятник лекарственный используется для лечения сахарного диабета. Доказана перспективность использования биологически активных веществ разных видов астрагалов в качестве психостимулирующих, желчегонных препаратов и как стимуляторов регенерации тканей повреждённых ожогами.

## Охрана
Множество видов трибы Galegeae нуждаются в охране. Самыми уязвимыми считают виды Astragalus acmophylloides, Astragalus daghestanicus, Astragalus cavanillesii, Astragalus igniarius, Astragalus nigrocalycinus, Astragalus olurensis, включённые в Красный список угрожаемых видов МСОП со статусом CR (Находящиеся на грани полного исчезновения). Вид Streblorrhiza speciosa считается вымершим.